# Майдан (Марий Эл)
 Майдан  — деревня в Юринском районе Республики Марий Эл. Входит в Быковское сельское поселение.

## География
Находится в юго-западной части республики Марий Эл на левом берегу Волги на расстоянии приблизительно 1 км по прямой на запад от районного центра посёлка Юрино.

## История
Основана приблизительно в XVIII веке, долгое время принадлежала помещикам Шереметевым. В советское время работали колхозы «Красное знамя», «Юринский» и лесозавод Майданского промкооператива. В 1973—1977 годах юго-восточная часть деревни попала под снос в связи со строительством Чебоксарского водохранилища. Вынужденные переселенцы обосновались на новой улице деревни Майдан-Новостройка.

## Население
Население составляло 198 человек (русские 96 %) в 2002 году, 137 в 2010.

## Известные уроженцы
Палагушин Алексей Илларионович (1914—1980) —  советский военный деятель. В годы Великой Отечественной войны — старший бригадир по ремонту боевой техники 53 танкового полка 69 механизированной бригады 9 механизированного корпуса на 1 Украинском фронте. Четырежды кавалер ордена Красной Звезды. Член ВКП(б) с 1944 года.